# Glaucytes interrupta
Glaucytes interrupta är en skalbaggsart som först beskrevs av Olivier 1792.  Glaucytes interrupta ingår i släktet Glaucytes och familjen långhorningar. Inga underarter finns listade i Catalogue of Life.